# اصطناعية

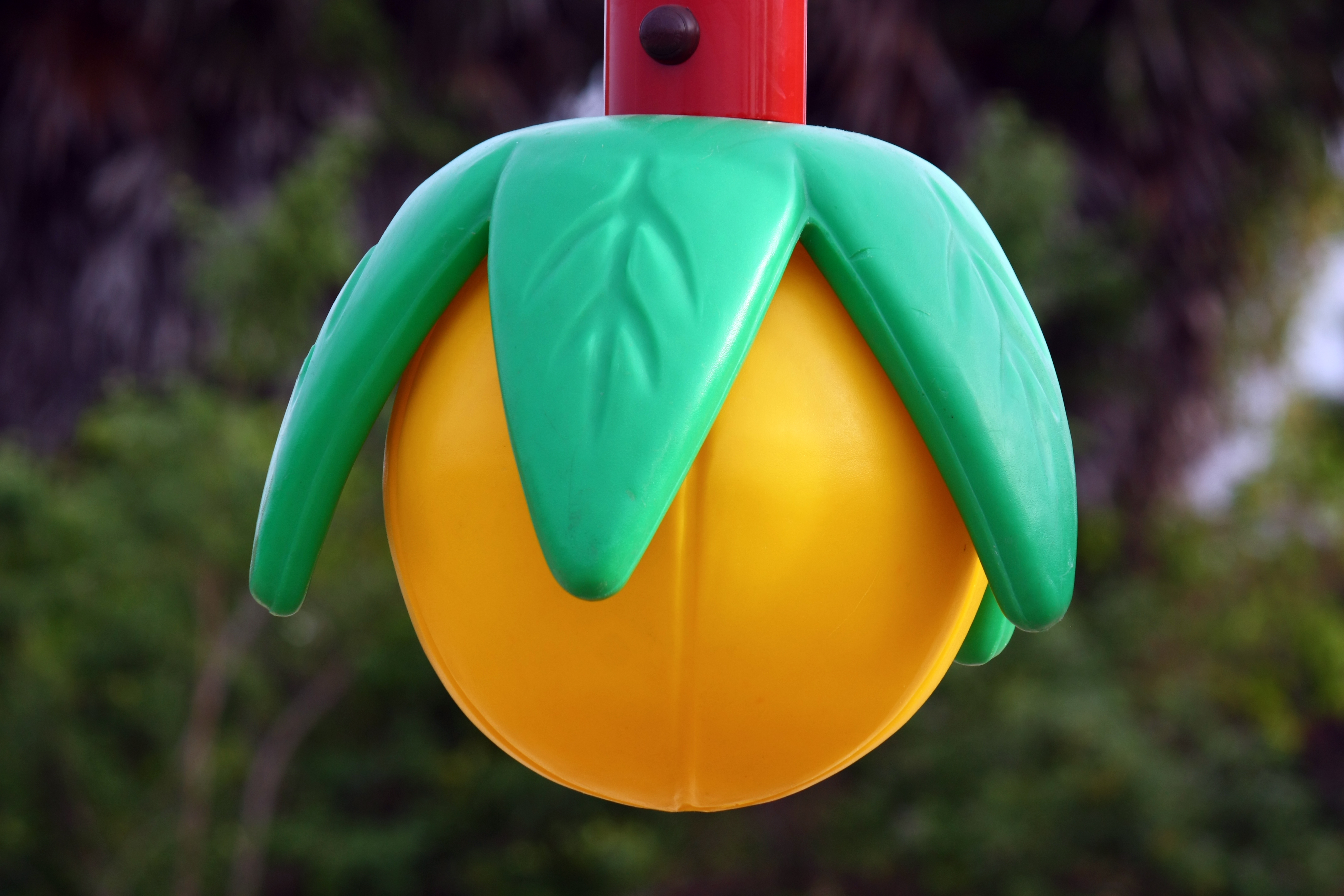
الفاكهة الاصطناعية في حديقة الأطفال، سريلانكا

الاصطناعية (كون الشيء اصطناعياً أو من صنع الإنسان) هي أن يكون الشيء منتجاً من صنع الإنسان المتعمد بدلاً عن ما يكون بشكل طبيعي، تلقائي، عفوي، أو عبر عمليات لا تتضمن ولا تتطلب النشاط البشري.

## دلالات
الاصطناعية غالباً ما تنطوي ضمناً على كون الشيء كاذباً، مزيَّفاً أو مضلِلاً. الفيلسوف أرسطو كتب في الخطابة:
لكن الاصطناعية ليس لها بالضرورة دلالة سلبية، فقد تعكس أيضاً قدرة البشر على تكرار أشكال أو وظائف تنشأ في الطبيعة، كما هي مع القلب الصناعي أو الذكاء الاصطناعي. العالم السياسي خبير الذكاء الاصطناعي هربرت أ. سيمون يلاحظ أن "بعض الأشياء الاصطناعية هي تقليد لأشياء في الطبيعة؛ والتقليد قد يستخدم نفس المواد الأساسية في الكائن الطبيعي أو مواد مختلفة جداً. سيمون يميز بين الاصطناعي والصناعي. الأول يكون تقليداً لشيء موجود في الطبيعة (مثلاً، التحلية الاصطناعية التي تولد حلاوة باستخدام صيغة لا توجد في الطبيعة)؛ أما الأخير يكون نسخة مماثلة من شيء موجود في الطبيعة (مثلاً، السكر الذي أنشئ في مختبر ولا يمكن تمييزه كيميائياً عن السكر الموجود بشكل طبيعي). بعض الفلاسفة قد ذهب أبعد من ذلك وأكد أنه في عالَم حتمي "كل شيء هو طبيعي ولا شيء اصطناعي" ، لأن كل شيء في العالَم (شاملاً كل ما صنعه البشر) هو منتج من القوانين الفيزيائية للعالَم.

## التمييز بين الطبيعي والاصطناعي
عموما يمكن للبشر، وفي بعض الحالات لأجهزة الكمبيوتر،  التمييز بين البيئات الطبيعية والاصطناعية. البيئة الاصطناعية تميل إلى أن يكون لها انتظام مادي أكثر سواء مكانياً أو زمانياً؛ بينما تميل البيئات الطبيعية إلى عدم انتظام البنية وتغيرها مع الوقت. ومع ذلك، بمراقبة وثيقة من الممكن أن نستشف بعض الهياكل الرياضية و أنماط في البيئات الطبيعية يمكن اقتباسها لخلق بيئة اصطناعية بمظهر أكثر طبيعية.
على سبيل المثال، عن طريق تحديد وتقليد الوسائل الطبيعية من تشكّل الأنماط، استخدمت أنواع من آلة الحالات المنتهية لتوليد إكساء عضوي المظهر لتظليل أكثر واقعية للكائنات ثلاثية الأبعاد.